# Leo Dierckx
Leo Dierckx (Leuven, 28 maart 1943) is een Belgisch voormalig volleyballer.

## Levensloop
Dierckx was actief bij het Belgisch volleybalteam, waarmee hij onder meer deelnam aan de Olympische Zomerspelen van 1968.
Na zijn spelerscarrière was hij actief als coach bij Red Star Leuven. Aldaar deed hij in in 1990-'91 een stap achteruit omwille van hartproblemen en richtte zich voortaan op de jeugdwerking. In 1992 nam hij afscheid van deze club. Later was hij aan de slag als coach bij onder meer de damesteams van Volley Westerlo en VC Kasterlee.